# Power in Numbers
A 2002-es Power in Numbers a Jurassic 5 harmadik nagylemeze. Ott kezdődik, ahol előző albumuk, a Quality Control befejeződött: egy rövid nagybőgő sample-lel, ami ugyanaz a riffet játssza, amellyel a Quality Control utolsó dala, a Swing Set véget ért.
Az album szerepel az 1001 lemez, amit hallanod kell, mielőtt meghalsz című könyvben.

## Az album dalai
|     | Cím                  | Hossz |
| --- | -------------------- | ----- |
| 1.  | This Is              | 0:53  |
| 2.  | Freedom              | 3:19  |
| 3.  | If You Only Knew     | 3:51  |
| 4.  | Break                | 3:16  |
| 5.  | React                | 0:56  |
| 6.  | A Day at the Races   | 4:02  |
| 7.  | Remember His Name    | 3:44  |
| 8.  | What's Golden        | 3:08  |
| 9.  | Thin Line            | 4:45  |
| 10. | After School Special | 2:41  |
| 11. | High Fidelity        | 3:07  |
| 12. | Sum of Us            | 3:28  |
| 13. | DDT                  | 0:42  |
| 14. | One of Them          | 3:18  |
| 15. | Hey                  | 4:25  |
| 16. | I Am Somebody        | 4:05  |
| 17. | Acetate Prophets     | 6:31  |

## Fordítás
Ez a szócikk részben vagy egészben a Power in Numbers című angol Wikipédia-szócikk ezen változatának fordításán alapul.  Az eredeti cikk szerkesztőit annak laptörténete sorolja fel. Ez a jelzés csupán a megfogalmazás eredetét és a szerzői jogokat jelzi, nem szolgál a cikkben szereplő információk forrásmegjelöléseként.